# Chrysis atriventra
Chrysis atriventra es una especie de avispa del género Chrysis, familia Chrysididae. Fue descrita por Linsenmaier en 1968. Se encuentra en Turquía.